# Macrocerca browni
Macrocerca browni är en kackerlacksart som beskrevs av Roth, L. M. 1993. Macrocerca browni ingår i släktet Macrocerca och familjen storkackerlackor.
Artens utbredningsområde är Papua Nya Guinea. Inga underarter finns listade i Catalogue of Life.